# Pepella
Il Pepella è un vitigno a bacca bianca conosciuto anche come Pepe, coltivato solamente in Campania e specificamente nella provincia di Salerno. Il primo documento storico su di esso risale al 1877 ed è un saggio del Di Rovasenda dal titolo Saggio di una ampelografia universale.
Il nome deriva dalla presenza, accanto ad acini normali, di altri molto piccoli, come grani di pepe. È presumibile che la sua introduzione in Campania sia avvenuta dapprima nel Cilento, successivamente in costiera amalfitana  abbastanza recentemente, e comunque alla fine dell'ottocento. Il vitigno è maggiormente diffuso nei vigneti dei comuni di Tramonti, Ravello e Scala. Esso dona ai vini derivati dalle sue uve marcati sentori di albicocca e miele e viene vinificato per la maggior parte miscelato con altri vitigni locali.
Il suo grappolo spargolo, insieme allo spessore delle bucce, ha reso il vitigno particolarmente resistente alla botrite, pericolosa malattia della vite.